# CGR Cinémas
Pour les articles homonymes, voir CGR.
Le groupe CGR Cinémas (Circuit Georges-Raymond) est un exploitant français de salle de cinéma. En 2020, on comptait 73 cinémas CGR en activité soit 700 salles. Il représentait en 2021 12 % de part de marché en nombre d’entrées, ce qui fait de lui le deuxième exploitant de salles de cinéma en France, derrière Pathé Gaumont, mais devant UGC. Le groupe estime à 20 millions son nombre de spectateurs en 2014. CGR est par ailleurs actionnaire du distributeur Apollo Films et possède également une vingtaine de restaurants et d’hôtels.

## Historique
Le groupe est fondé en 1966 par Georges Raymond. En 1974, à la tête d'une société spécialisée dans le média et la publicité, il rachète une salle de cinéma en désuétude bien située dans le centre-ville de La Rochelle, nommée L'Olympia. Georges Raymond remet alors en valeur de multiples salles dans l'ouest de la France (dans des villes telles que Le Mans, Castres, Bayonne, Tours…) en les réaménageant en complexes, en les agrandissant ou en les modernisant avec l'apparition de nouveaux procédés d'affichage ou sonores. Début 1995, le concept de multiplexe (déjà implanté en Grande-Bretagne, aux Pays-Bas et en Belgique) se développe en France. CGR Cinémas participe en ouvrant son premier multiplexe à La Rochelle en décembre 1995. 
À la suite de la mort de Georges Raymond en janvier 2001, ses deux fils, Jean-Luc Raymond et Charles Raymond, reprennent l'entreprise.
Le 15 novembre 2017, CGR rachète 22 des 24 cinémas, répartis dans 20 villes en France, du groupe Cap'Cinéma, 4e exploitant France et basé à Blois (Loir-et-Cher). Les 2 cinémas de Blois (Cap’Ciné et Les Lobis) ne sont pas concernés par cette transaction. Ce rachat permet au groupe CGR de devenir « le premier exploitant français en nombre d’établissements », avec 72 cinémas en France.
En 2022, les propriétaires Luc Raymond et Charles Raymond envisagent de revendre le groupe pour un prix avoisinant le milliard d'euros. Un acquéreur composé de Pierre-Antoine Capton, Matthieu Pigasse et Xavier Niel se positionne pour une offre d'environ 500 millions d'euros mais la vente est finalement annulée en mai 2023. L'équipe dirigeante est ensuite mise à pied,. 

## Identité visuelle (logo)

Logo précédent
Logo jusqu'en 2013
Logo à partir d'Automne 2013 à Aujourd'hui

## Implantations des salles
Le réseau CGR se compose en 2020 de 74 cinémas implantés à :
| Nom                                      | Agglomération          | Ouverture                                                 | Salles | Sièges | Notes                                                                           |
| ---------------------------------------- | ---------------------- | --------------------------------------------------------- | ------ | ------ | ------------------------------------------------------------------------------- |
| CGR Abbeville - La Sucrerie              | Abbeville              | 2017 (13 décembre)                                        | 8      | 1209   |                                                                                 |
| Méga CGR Agen                            | Agen                   |                                                           | 10     | 1457   | Rachat au groupe Cap'Cinéma en 2017.                                            |
| CGR Albi Lapérouse                       | Albi                   |                                                           | 3      | 402    |                                                                                 |
| CGR Albi Les Cordeliers                  | Albi                   |                                                           | 8      | 1450   | Rachat au groupe Cap'Cinéma en 2017.                                            |
| Méga CGR Angoulême                       | Angoulême              | 1996                                                      | 11     | 1852   | Ouverture d'une salle ICE à 5 minutes du cinéma sur la salle de l'Éperon        |
| CGR Auxerre Casino                       | Auxerre                |                                                           | 8      | 1592   | Rachat du cinéma en 2010                                                        |
| CGR Bayonne                              | Bayonne                |                                                           | 7      | 1153   |                                                                                 |
| Méga CGR Bayonne-Tarnos                  | Bayonne                | 2001                                                      | 12     | 2716   | (à Tarnos)                                                                      |
| CGR Beaune                               | Beaune                 |                                                           | 6      | 873    | Rachat au groupe Cap'Cinéma en 2017.                                            |
| Méga CGR Beauvais                        | Beauvais               |                                                           | 12     | 2052   | Rachat au groupe Cap'Cinéma en 2017.                                            |
| Méga CGR Bruay-la-Buissière              | Béthune                |                                                           | 12     | 2600   | (à Bruay-la-Buissière)                                                          |
| Mega CGR Villeneuve-les-Béziers          | Béziers                | 2004                                                      | 12     | 2056   | (à Villeneuve-lès-Béziers)                                                      |
| Méga CGR Bourges                         | Bourges                | 2000 (26 juillet)                                         | 12     | 2507   |                                                                                 |
| Méga CGR Bordeaux Le Français            | Bordeaux               |                                                           | 12     | 2096   |                                                                                 |
| Méga CGR Bordeaux-Villenave d'Ornon      | Bordeaux               | 1997                                                      | 15     | 3414   | (à Villenave-d'Ornon)                                                           |
| CGR Brest Le Celtic                      | Brest                  | 1951 (repris le 8 juillet 2015 par CGR)                   | 8      | 1100   | Réouverture le 6 février 2019.                                                  |
| CGR Brive-la-Gaillarde                   | Brive-la-Gaillarde     | 2001 (27 juin)                                            | 9      | 1464   |                                                                                 |
| Méga CGR Cagnes-sur-Mer Polygone Riviera | Cagnes-sur-Mer         |                                                           | 10     | 1731   | Rachat au groupe Cap'Cinéma en 2017                                             |
| CGR Carcassonne                          | Carcassonne            | 2007                                                      | 9      | 1828   | Rachat au groupe Cap'Cinéma en 2017.                                            |
| CGR Carcassonne-Le Colisée               | Carcassonne            |                                                           | 4      | 596    | Rachat au groupe Cap'Cinéma en 2017.                                            |
| CGR Castres-Le Lido                      | Castres                |                                                           | 5      | 642    | Rachat au groupe Cap'Cinéma en 2017.                                            |
| Cinemajestic (CGR) Châlons-en-Champagne  | Châlons-en-Champagne   |                                                           | 9      | 1613   |                                                                                 |
| CGR Châteauroux                          | Châteauroux            |                                                           | 8      | 1058   | Rachat au groupe Cap'Cinéma en 2017.                                            |
| Méga CGR Cherbourg                       | Cherbourg              | 2003                                                      | 12     | 2602   |                                                                                 |
| CGR Cherbourg-Odéon                      | Cherbourg              |                                                           | 5      | 1025   |                                                                                 |
| CGR Cholet Arcades Rougé                 | Cholet                 |                                                           | 10     | 1438   | Rachat au groupe Cinémovida en 2019 Ouverture de la salle ICE le 26 avril 2022. |
| CGR Clermont-Ferrand Les Ambiances       | Clermont-Ferrand       |                                                           | 3      | 265    |                                                                                 |
| CGR Clermont-Ferrand Le Paris            | Clermont-Ferrand       | 2013 (31 octobre)                                         | 7      | 1126   |                                                                                 |
| Méga CGR Clermont-Ferrand Val Aréna      | Clermont-Ferrand       | 2017                                                      | 12     | 2159   |                                                                                 |
| Méga CGR Colmar                          | Colmar                 | 2004                                                      | 12     | 2400   |                                                                                 |
| CGR Draguignan-Chabran                   | Draguignan             | 2014 (16 avril)                                           | 7      | 1300   |                                                                                 |
| Méga CGR Épinay-sur-Seine                | Épinay-sur-Seine       |                                                           | 12     | 2400   |                                                                                 |
| Méga CGR Évry                            | Évry                   |                                                           | 10     | 2195   |                                                                                 |
| Méga Kiné (CGR) Freyming                 | Forbach                | 2003                                                      | 10     | 2500   | (à Freyming)                                                                    |
| CGR Le Spot-La Ciotat                    | La Ciotat              | 2021                                                      | 8      | 1269   |                                                                                 |
| CGR La Rochelle - Dragon                 | La Rochelle            | 1972                                                      | 6      | 1032   |                                                                                 |
| Méga CGR La Rochelle-Les Minimes         | La Rochelle            | 1995                                                      | 12     | 2277   |                                                                                 |
| Méga CGR Lanester                        | Lanester               |                                                           | 12     | 1842   | (à Lanester)                                                                    |
| Méga CGR Le Mans St-Saturnin             | Le Mans                | 1999                                                      | 12     | 2077   | (à Saint-Saturnin) Ouverture de la salle ICE le 20 juillet 2017                 |
| CGR Le Mans Le Colisée                   | Le Mans                |                                                           | 7      | 1100   |                                                                                 |
| Méga CGR Brignais                        | Lyon                   | juin 2000                                                 | 15     | 3215   | (à Brignais)                                                                    |
| CGR Manosque Cap'Cinéma                  | Manosque               | 16 octobre 2018, ouverture nouveau Multiplexe de 8 salles | 8      | 1178   | Rachat au groupe Cap'Cinéma en 2017.                                            |
| CGR Mantes-la-Jolie                      | Mantes-la-Jolie        |                                                           | 9      | 2100   |                                                                                 |
| Méga CGR Montauban                       | Montauban              |                                                           | 10     | 1959   | Rachat au groupe Cap'Cinéma en 2017.                                            |
| CGR Montauban-Le Paris                   | Montauban              |                                                           | 3      | 430    | Rachat au groupe Cap'Cinéma en 2017.                                            |
| Méga CGR Latte                           | Montpellier            |                                                           | 12     | 2504   | (à Lattes)                                                                      |
| CGR Moulins                              | Moulins                |                                                           | 9      | 1093   | Rachat au groupe Cap'Cinéma en 2017.                                            |
| Méga CGR Nanterre Cœur-Univercité        | Nanterre               |                                                           | 10     | 1448   |                                                                                 |
| CGR Narbonne                             | Narbonne               | 2001                                                      | 9      | 1324   |                                                                                 |
| Méga CGR Nîmes                           | Nîmes                  |                                                           | 10     | 1558   | Rachat au groupe Cap'Cinéma en 2017.                                            |
| Méga CGR Niort                           | Niort                  |                                                           | 12     | 2177   |                                                                                 |
| CGR Paris-Lilas                          | Paris                  |                                                           | 7      | 1365   | Rachat au groupe Cap'Cinéma en 2017.                                            |
| CGR Pau Saint-Louis                      | Pau                    |                                                           | 7      | 892    |                                                                                 |
| Méga CGR Pau Université                  | Pau                    |                                                           | 12     | 2505   |                                                                                 |
| CGR Pau Lescar                           | Pau                    |                                                           | 9      | 1537   | (à Lescar)                                                                      |
| CGR Périgueux                            | Périgueux              | Avril 2005                                                | 10     | 1755   | Rachat au groupe Cap'Cinéma en 2017.                                            |
| CGR Poitiers Castille                    | Poitiers               |                                                           | 8      | 1178   |                                                                                 |
| CGR Poitiers Fontaine-le-Comte           | Poitiers               | Inauguré le 16 octobre 2012                               | 8      | 1467   | (à Fontaine-le-Comte)                                                           |
| CGR Poitiers-Buxerolles                  | Poitiers               |                                                           | 12     | 2159   | (à Buxerolles)                                                                  |
| Méga CGR Rivesaltes                      | Perpignan              |                                                           | 12     | 2193   | (à Rivesaltes)                                                                  |
| Méga CGR La Mézière                      | Rennes                 |                                                           | 12     | 2501   | (à La Mézière)                                                                  |
| Méga CGR Rodez                           | Rodez                  |                                                           | 10     | 1580   | Rachat au groupe Cap'Cinéma en 2017.                                            |
| Méga CGR Saint-Quentin                   | Saint-Quentin          |                                                           | 11     | 1893   | Rachat au groupe Cap'Cinéma en 2017.                                            |
| Méga CGR Sarcelles My Place              | Sarcelles              | 2017                                                      | 10     | 1823   |                                                                                 |
| CGR Soissons-Le Clovis                   | Soissons               |                                                           | 6      | 1823   | Rachat au groupe Cap'Cinéma en 2017.                                            |
| Méga CGR Tarbes                          | Tarbes                 | 2010 (28 avril)                                           | 11     | 2001   |                                                                                 |
| CGR Torcy Marne-la-Vallée                | Torcy                  | 2004 (24 novembre)                                        | 16     | 3177   | Achat au groupe AMC Theatres.                                                   |
| Méga CGR Tours 2 Lions                   | Tours                  | 1998                                                      | 13     | 2496   | Ouverture la salle Ice en janvier 2019.                                         |
| CGR Tours-centre                         | Tours                  |                                                           | 8      | 1900   |                                                                                 |
| Méga CGR Blagnac                         | Toulouse               | 1997                                                      | 15     | 2909   | (à Blagnac)                                                                     |
| Méga CGR Troyes                          | Troyes                 |                                                           | 14     | 2284   | Acquisition en 2015, rajout de 4 salles supplémentaires en 2017.                |
| Méga CGR Villefranche-sur-Saône          | Villefranche-sur-Saône | 2017                                                      | 10     | 1878   |                                                                                 |
| Méga CGR Vitrolles                       | Vitrolles              | 2015                                                      | 12     | 2417   |                                                                                 |

## Données financières

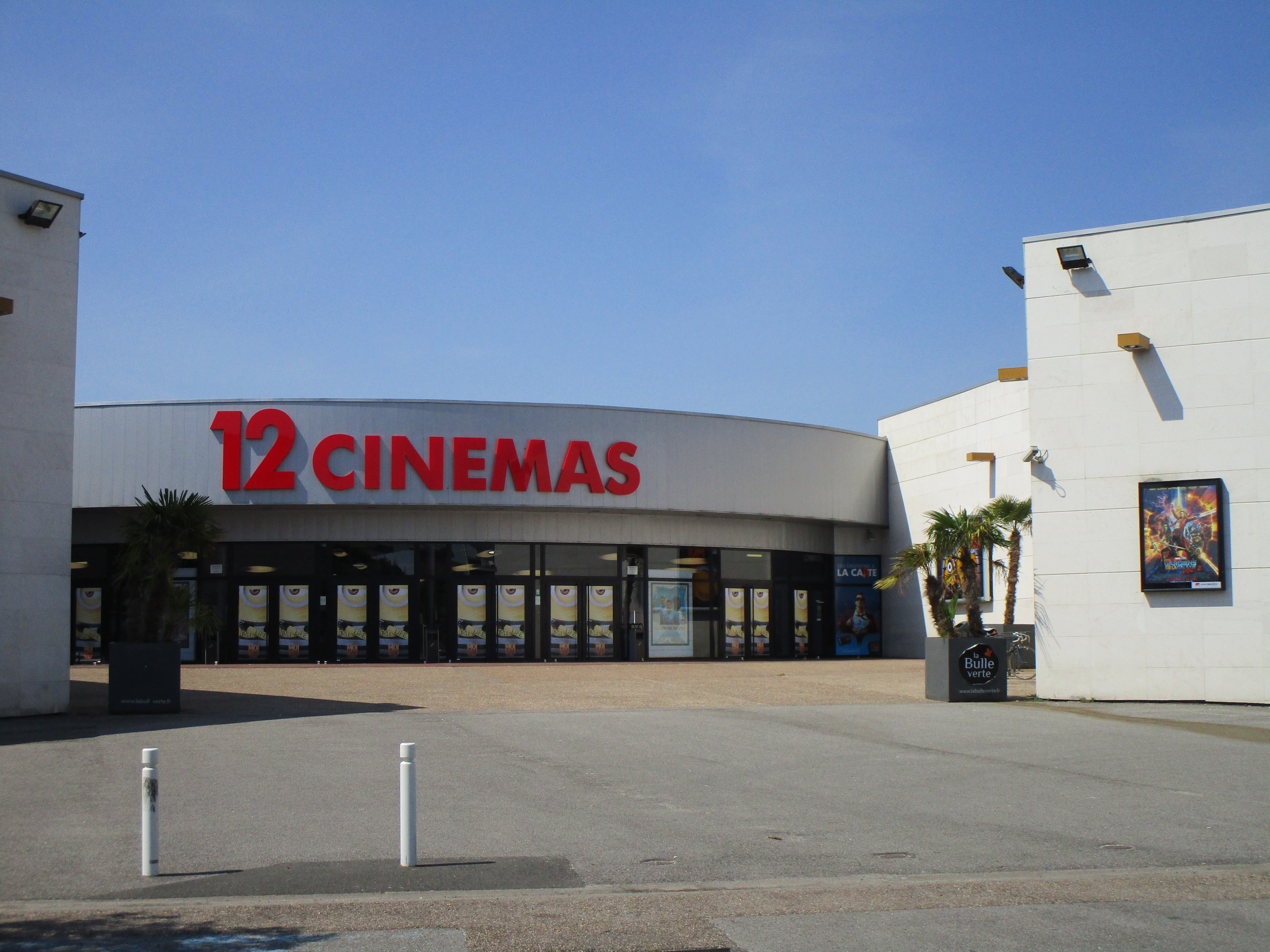
Le CGR de Tours Deux-Lions à Tours (avant rénovation).

En 2018, le chiffre d'affaires de la SA CGR CINÉMAS était de 40 077 200 € pour un résultat net de 11 442 600 €, soit une augmentation des bénéfices de 28,68 % par rapport à l'année précédente. Ces données ne représentent toutefois qu'une partie du résultat du groupe, car cette société est la holding du groupe CGR (Activités des sièges sociaux - 7010Z). Les cinémas sont gérés par d'autres sociétés, CGR CINÉMAS comptant 65 filiales.

## Technique
CGR mise sur l'évolution technologique et revendique être en 2007, le premier groupe européen à procéder au passage à la projection numérique pour la totalité de ses salles.
En 2007, Ciné Digital Services (CDS) a équipé les cabines de projection en projecteurs Christie 2K et serveurs Doremi.
Début 2015, 12 salles sont équipées en Dolby Atmos (les salles de Torcy, Toulouse-Blagnac, Lyon-Brignais, La Rochelle (Les Minimes), Rennes-La Mézière, Lorient-Lanester, Bordeaux-Villenave d'Ornon, Pau-Lescar, Vitrolles, Montpellier-Lattes, Le Mans-Saint-Saturnin et Perpignan-Rivesaltes).
Le 14 décembre 2016, CGR cinémas inaugure son concept dit ICE (Immersive Cinema Experience) dans le CGR de Toulouse-Blagnac. Les salles de Clermont-Ferrand, La Rochelle, Lyon-Brignais, Pau, Tours, Cagnes-sur-Mer et Périgueux suivront la même transformation.